# Gemidos de placer
Gemidos de placer è un film del 1982 diretto da Jesús Franco.
Il soggetto è liberamente tratto dalle opere del Marchese de Sade (in particolare da La filosofia nel boudoir).

## Trama
Una villa isolata sulla costa spagnola. Fenul, al bordo di una piscina, suona la chitarra contemplando il cadavere di un uomo nudo che galleggia.
Flashback. Antonio giunge alla villa con la sua segretaria e amante, Julia, che ha invitato a trascorrere un week-end con lui. Alla villa Julia è inizialmente accolta con ostilità da Marta, una giovane asiatica al servizio di Antonio e morbosamente gelosa del suo padrone.
Lo stesso giorno dovrà far ritorno alla villa Martine, la moglie di Antonio, reduce da un soggiorno in una clinica psichiatrica. Nel corso di un violento rapporto sessuale, Antonio e Julia decidono che quella sarà l'occasione giusta per liberarsi definitivamente di lei.
Ma l'arrivo di Martine si traduce in nuove occasioni erotiche, contemplate da Fenul al suono della sua chitarra. Il piacere sta tuttavia per degenerare in violenza e la prima vittima è Marta, uccisa con un lungo rituale dalle altre due donne dopo aver avuto un rapporto con Antonio. Il suo cadavere è trascinato via da Fenul.
È scesa la notte. Tra la segretaria e la moglie sembra essersi instaurata una strana complicità. Quando le due donne si avvicinano ad Antonio, Julia corre via dicendo di non sentirsi ancora pronta. Solo a questo punto scopriamo che il vero piano di Antonio è quello di farsi uccidere per mano delle sue due donne, che a loro volta si erano già conosciute alla clinica psichiatrica diventando amanti.
Martine lo consola, rassicurandolo che Julia troverà il coraggio. E così accade. Il corpo nudo di Antonio, strangolato con una catena, viene trascinato fino alla piscina da Fenul, canticchiando le note della marcia funebre di Chopin. In un'altra stanza, Julia e Martine, finalmente libere dalla presenza del maschio, fanno l'amore. Quindi abbandonano la villa mano nella mano, mentre Fenul, rimasto solo con la sua chitarra, contempla il cadavere del suo padrone che galleggia.

## Produzione

### Regia
Così Jess Franco ha descritto il film:

## Edizioni DVD
Il film è stato distribuito in DVD nelle edicole spagnole nel 2005 dalla Video Mercury. L'edizione, non anamorfica ma che rispetta il formato panoramico originale, utilizza un nuovo master ricavato dal negativo originale.